# Mezzoforte

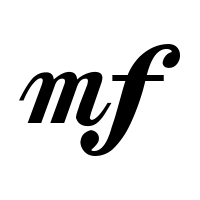
Mezzoforte

Mezzoforte s'escriu mf, que significa que és mig fort, més fluix que fort. És un terme que s'utilitza en notació musical per indicar un determinat grau d'intensitat del so, és a dir, un matís dinàmic. La intensitat que assenyala és moderadament forta, situant-se per sobre de mezzopiano i per sota de forte.

## Descripció
Aquesta indicació pertany a la categoria coneguda com a dinàmica de graus, que es construeix mitjançant la contraposició entre els conceptes de suau i fort, la qual cosa s'expressa mitjançant les paraules italianes piano i forte respectivament. Hi ha almenys vuit graduacions o indicacions de dinàmica, començant des del so més suau fins al so més fort. Per exemple, pianissimo, piano, forte, fortissimo, etc. Així mateix, els diferents graus d'intensitat es poden matisar mitjançant altres termes com ara piu, meno, etc.
| Nom           | Abreviatura     | Significat |
| ------------- | --------------- | --- |
| Mezzoforte    |                 | Mitjanament fort. Literalment, és la meitat de forte. És més comú l'ús de mezzo-piano. Nota: si no apareix algun indicador de dinàmica, mezzo-forte s'assumeix com a dinàmica imperant per defecte.                                                                                                  |
| Forte         |                 | Forta. |
| Fortissimo    |                 | Molt fort. |
| Fortississimo |                 | Més fort. Tot i que algunes partitures, particularment de l'època contemporània, han arribat a una indicació més extrema, amb més de 3 'p' o 'f'. Verdi va aconseguir les 4 p i Chaikovski va arribar fins a les 5 p. No s'usen habitualment per ser impràctiques, encara que teòricament possibles. |
| Piano forte   | [ cal citació ] | Feble i després fort. |
| Forte piano   |                 | Fort i després feble. |
| Meno forte    |                 | Menys fort. |
| Più forte     |                 | Més fort. |
| Forte subito  |                 | Sobtadament fort. |
| Poc forte     |                 | Una mica fort. Actualment poc usat. |